# Hexafluoroplatičnan dioxygenylu
Hexafluoroplatičnan dioxygenylu je chemická sloučenina se vzorcem O2PtF6. Jedná se o hexafluoroplatičnan neobvyklého dioxygenylového kationu O +
2  a je to první známá sloučenina obsahující tento kation. Lze jej připravit reakcí dikyslíku s fluoridem platinovým (PtF6). Skutečnost, že PtF6 je dostatečně silný k oxidaci O2 (PtF6 má první ionizační energii 12,2 eV), vedla Neila Bartletta ke správné domněnce, že by mohl být schopen oxidovat xenon (první ionizační potenciál 12,13 eV). To vedlo k objevu hexafluoroplatičnanu xenonného, který prokázal, že vzácné plyny, dříve považované za inertní, jsou schopny vytvářet chemické sloučeniny.

## Příprava
Hexafluoroplatičnan dioxygenylu lze syntetizovat z prvků působením směsi kyslíku a plynného fluoru na platinovou houbu při 450 °C. Lze jej také připravit reakcí difluoridu kyslíku (OF2) s platinovou houbou. Při teplotě 350 °C vzniká fluorid platičitý, při teplotě nad 400 °C vzniká hexafluoroplatičnan dioxygenylu.
T = 350 °C:     2 OF2   +   Pt   →   PtF4   +   O2
T > 400 °C:     6 OF2   +   2 Pt   →   2 O2PtF6   +   O2
Bartlett prokázal, že jej lze syntetizovat při pokojové teplotě reakcí plynného kyslíku s PtF6.
O2   +   PtF6   →   O2PtF6

## Struktura
Hexafluoroplatičnan dioxygenylu má při nízkých teplotách romboedrickou krystalickou strukturu a při vysokých teplotách krychlovou krystalickou strukturu.

## Reakce
Hexafluoroplatičnan dioxygenylu je vhodnou sloučeninou k přípravě dalších platičných sloučenin, jako je hexafluoroplatičnan draselný reakcí s fluoridem draselným ve fluoridu jodičném (IF5), ve kterém vzniká fluorid jodistý:
2 O2PtF6   +   2 KF   +   IF5   →   2 KPtF6   +   2 O2   +   IF7